# Jacques Cornu

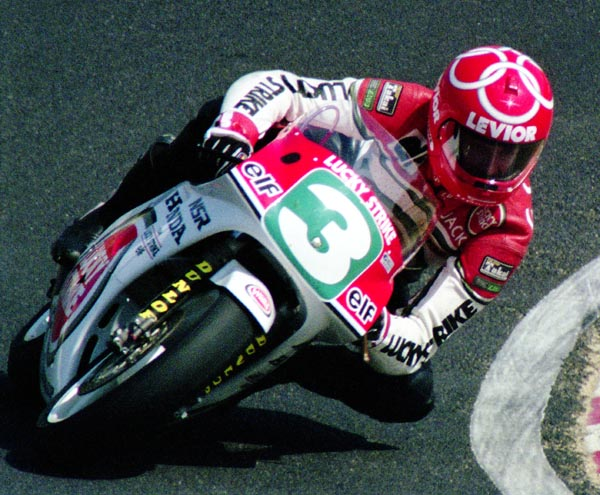
Jacques Cornu beim Grand Prix von Japan 1990

Jacques Cornu (* 15. Mai 1953 in Aigle, Kanton Waadt, Schweiz) ist einer der erfolgreichsten und populärsten Motorradrennfahrer der Schweiz.
Nach seinen Erfolgen in der Schweizermeisterschaft (drei Meistertitel im selben Jahr) stieg er 1980 in die Motorrad-Weltmeisterschaft ein. In elf Jahren stand er 21-mal auf dem Podest: drei Siege, sieben zweite und elf dritte Ränge.
Nach seinem Rücktritt  gründete er 1992 die Cornu Master School und gibt seine Erfahrung und sein Wissen an interessierte Motorradfahrer weiter.

## Größte Rennerfolge
| Meisterschaft                   | Jahr | Platzierung |
| ------------------------------- | ---- | ----------- |
| Schweizer Meisterschaft 500 cm³ | 1977 | 1. Rang     |
| Schweizer Meisterschaft 350 cm³ | 1978 | 1. Rang     |
| Schweizer Meisterschaft 250 cm³ | 1978 | 1. Rang     |
| Schweizer Meisterschaft 500 cm³ | 1978 | 1. Rang     |
| Langstrecken-Weltmeisterschaft  | 1982 | 1. Rang     |
| 250-cm³-Weltmeisterschaft       | 1988 | 3. Rang     |
| 250-cm³-Weltmeisterschaft       | 1989 | 3. Rang     |

| Rennen                                                 | Jahr | Platzierung |
| ------------------------------------------------------ | ---- | ----------- |
| 8 Stunden - Nürburgring, Deutschland                   | 1982 | 1. Rang     |
| 250-cm³-Grand-Prix von Frankreich, Circuit Paul Ricard | 1988 | 1. Rang     |
| 250-cm³-Grand-Prix von Belgien, Spa-Francorchamps      | 1988 | 1. Rang     |
| 250-cm³-Grand-Prix von Österreich, Salzburgring        | 1989 | 1. Rang     |